# Galanz
 (mars 2015).
Si vous disposez d'ouvrages ou d'articles de référence ou si vous connaissez des sites web de qualité traitant du thème abordé ici, merci de compléter l'article en donnant les références utiles à sa vérifiabilité et en les liant à la section « Notes et références ».
Galanz (Galanz Enterprise Group Co. of Guangdong) (Chinois: 格兰仕; pinyin: Gélánshì) est une entreprise chinoise produisant de l'électroménager. C'est le plus grand producteur de micro-ondes du monde.
Son siège-social est situé en Chine à Foshan dans la région du Guangdong.

## Histoire
L'entreprise a été fondée en 1978 par Liang Qingde. À son commencement, Galanz était une compagnie spécialisée dans le commerce de plumes de canards.
En 1993, Galanz négocie un partenariat avec Toshiba afin de produire les fours à micro-ondes de la marque. Plus tard Galanz rachètera la division micro-ondes de Toshiba dans laquelle l'entreprise japonaise gardera une participation de 5 %.
Au fil des ans, Galanz a étendu sa production à d'autres produits du secteur de l'électroménager : climatiseurs, machines à laver, réfrigérateurs, grilles-pains, etc.